# Рабочий посёлок Сухобезводное
Рабо́чий посёлок Сухобезво́дное — административно-территориальное образование в  Семёновском районе Нижегородской области.
Административный центр — посёлок городского типа Сухобезводное.

## Состав образования
| № | Населённый пункт | Тип населённого пункта                  | Население |
| - | ---------------- | --------------------------------------- | --------- |
| 1 | Сухобезводное    | рабочий посёлок, административный центр | ↘4688     |
| 2 | Берёзовый Овраг  | деревня                                 | 253       |
| 3 | Большая Чамра    | деревня                                 | ↘5        |
| 4 | Елховка          | деревня                                 | ↗15       |
| 5 | Максимиха        | деревня                                 | ↘14       |
| 6 | Малая Чамра      | деревня                                 | ↘11       |
| 7 | Олониха          | деревня                                 | ↘122      |
| 8 | Сухобезводное    | село                                    | ↘54       |

## География
Центр Административно-территориального образования, пгт Сухобезводное находится в 100 км от от областного центра — Нижнего Новгорода. Имеются запасы более 55 млн тонн кварцевого песка.
Часовой пояс
Рабочий посёлок Сухобезводное, как и вся Нижегородская область, находится в часовой зоне МСК (московское время). Смещение применяемого времени относительно UTC составляет +3:00.